# Himantoglossum comperianum
Himantoglossum comperianum là một loài thực vật có hoa trong họ Lan. Loài này được (Steven) P.Delforge mô tả khoa học đầu tiên năm 1999.

## Hình ảnh

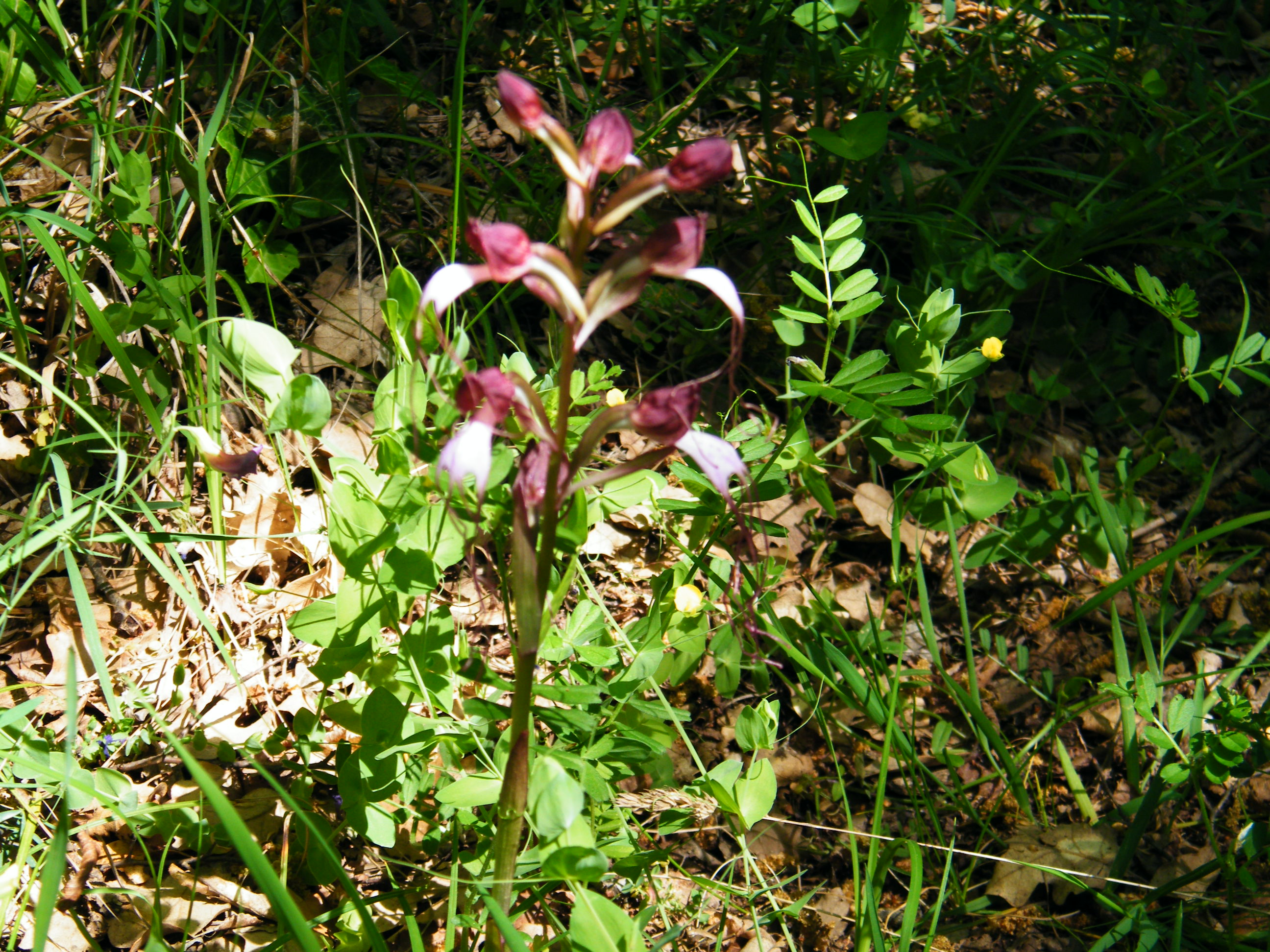
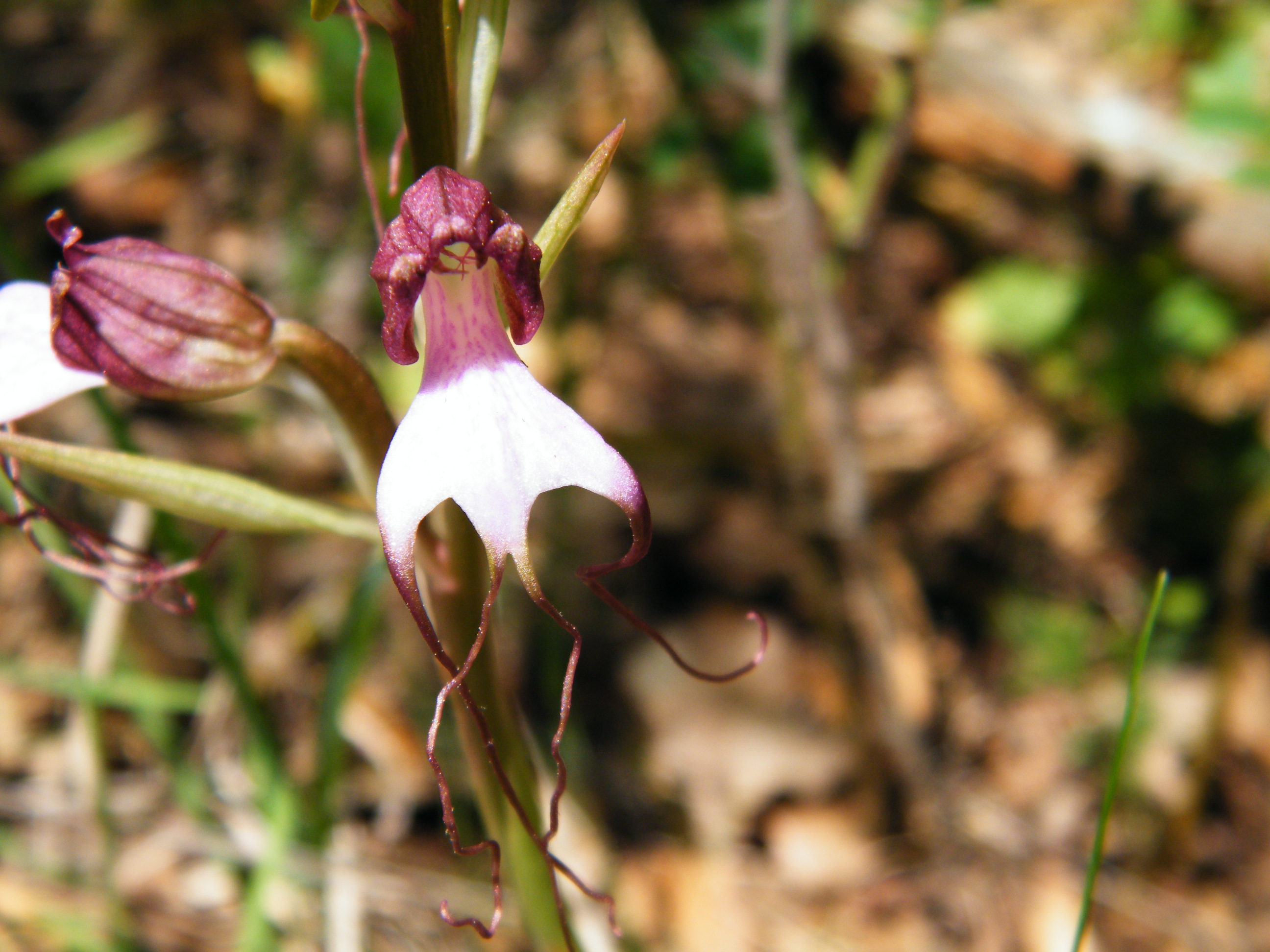
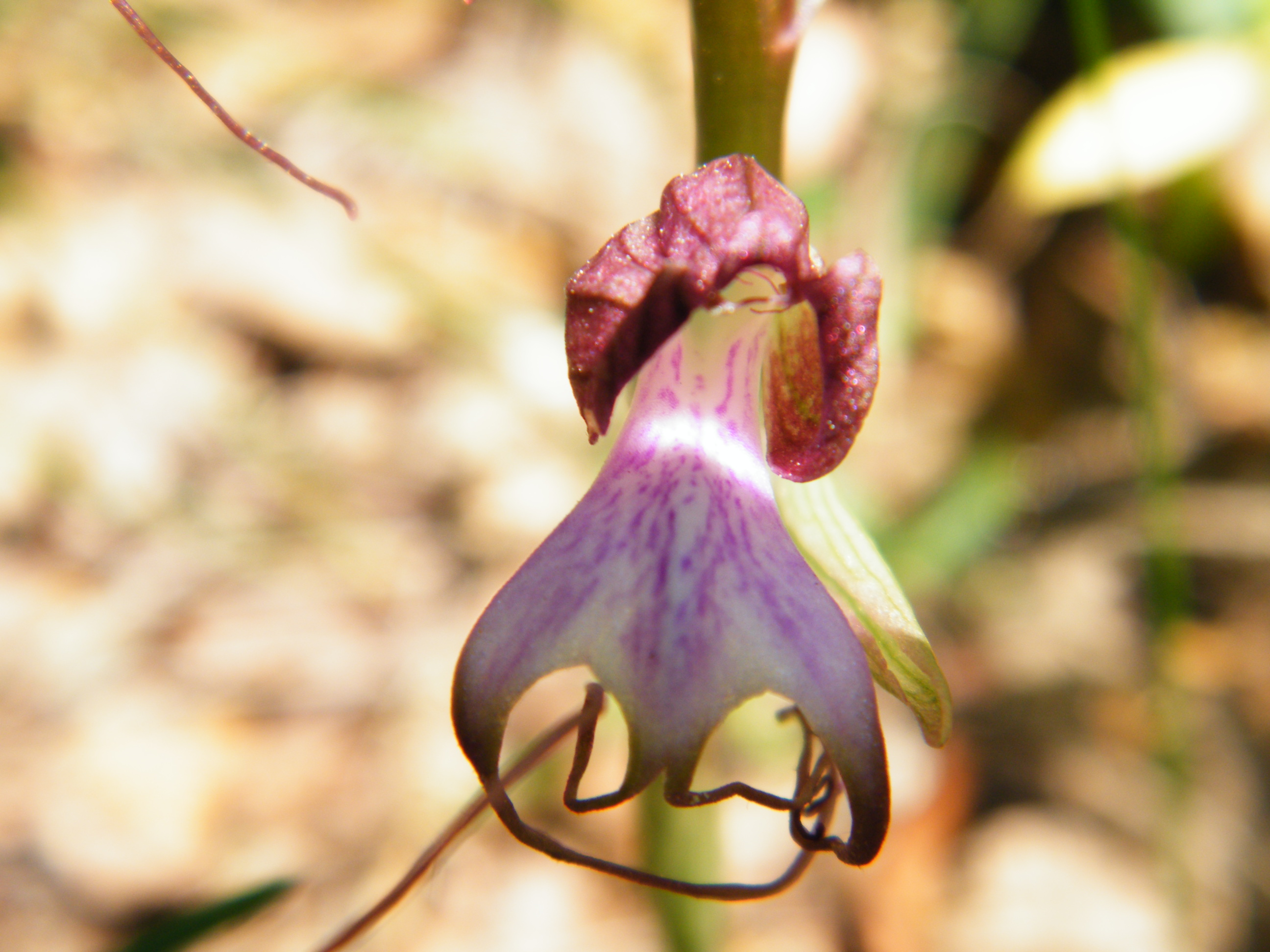
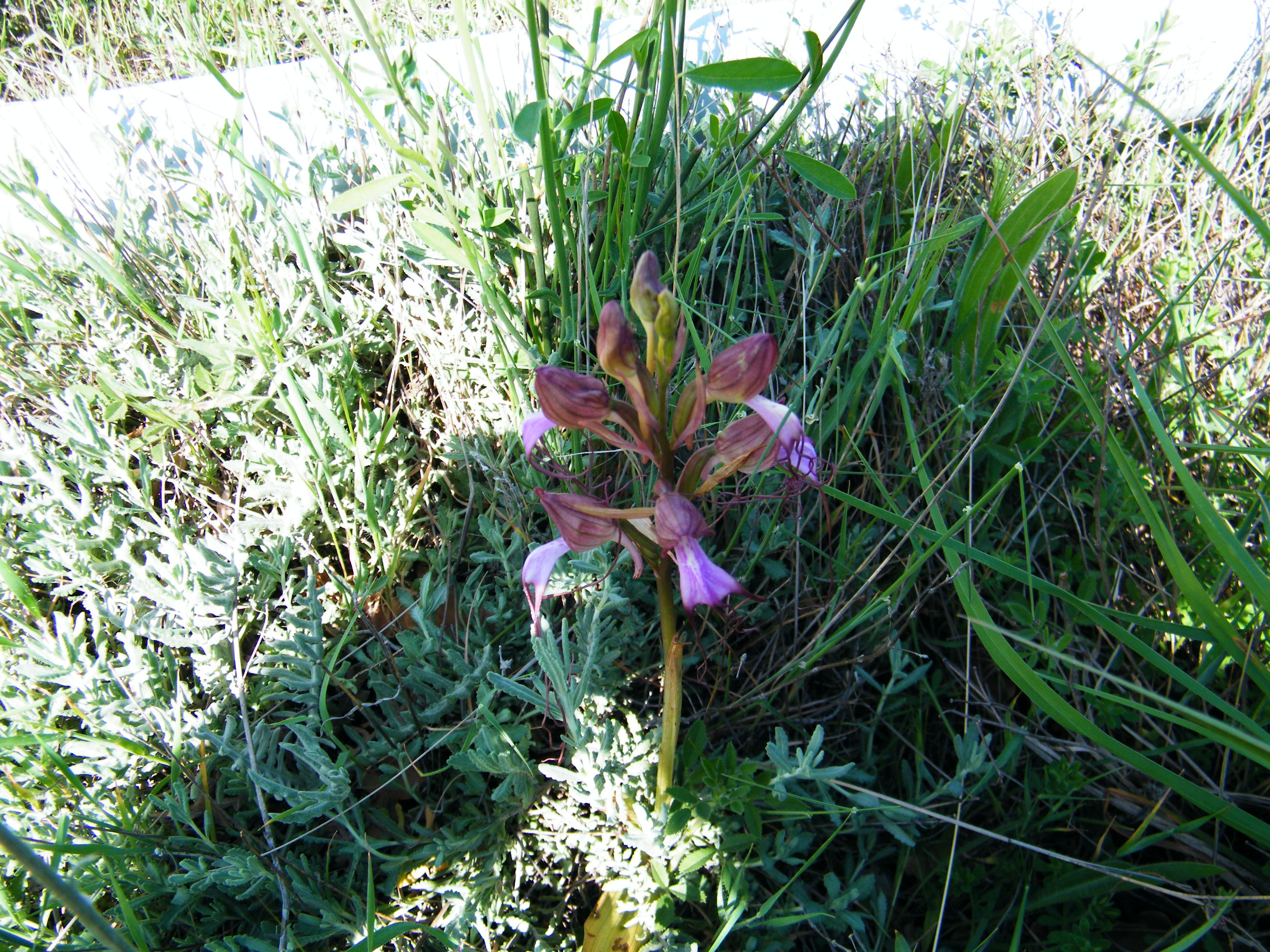